# Jan Gies
Jan Gies (Amsterdam, 18 ottobre 1905 – Amsterdam, 26 gennaio 1993) è stato un membro della resistenza olandese che, assieme alla moglie Miep, aiutò Anna Frank e la sua famiglia a nascondersi dalla persecuzione nazista durante l'occupazione tedesca dei Paesi Bassi.

## Biografia

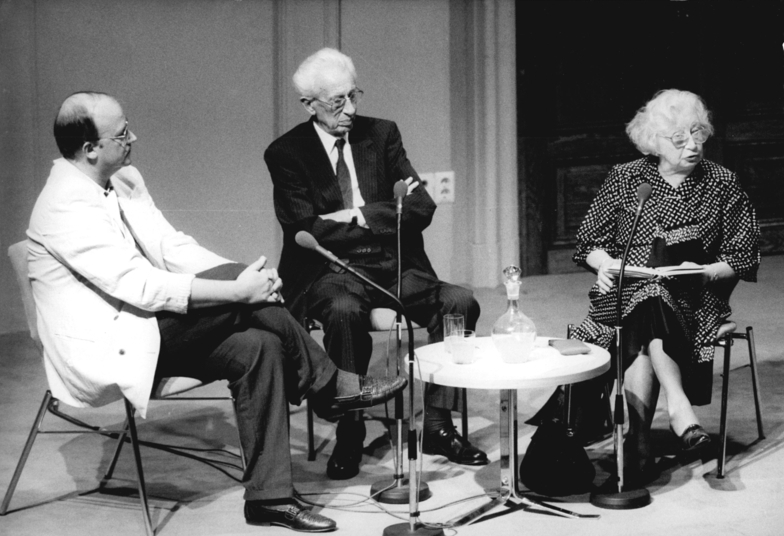
Jan Gies (al centro) assieme alla moglie Miep nel 1989

Jan Augustus Gies (conosciuto anche come Henk van Santen nelle prime edizioni del Diario) nacque e crebbe nella zona meridionale di Amsterdam. Incontrò per la prima volta la sua futura moglie, Miep Gies, nel 1933, quando lui era un libraio e lei un'impiegata in una locale industria tessile. In seguito presero strade diverse (Jan ai servizi sociali olandesi e Miep alla ditta di Otto Frank, l'Opekta), per poi incontrarsi nuovamente nel 1936. Si sposarono ad Amsterdam il 16 luglio 1941, quando Miep venne minacciata di essere ricondotta a Vienna a causa del suo rifiuto di unirsi ad un'associazione femminile di stampo nazista. Al matrimonio parteciparono Otto e Anna Frank, Hermann van Pels e la moglie Auguste e i colleghi di Miep Victor Kugler, Bep Voskuijl e Johannes Kleiman. Lo stesso anno, Gies venne nominato direttore della compagnia di Otto Frank, dopo che questi venne forzato a lasciare l'incarico a causa delle nuove leggi razziali che proibivano agli ebrei di avere incarichi dirigenziali. Da quell'evento, la ditta assunse il nome Gies & Co.
Con l'intensificarsi delle persecuzioni ai danni della popolazione ebrea olandese, si prodigò nell'assistenza di ebrei e altri rifugiati, fornendo razioni di cibo dal mercato nero, cercando nascondigli e distribuendo giornali inglesi svincolati dalla propaganda nazista. Gies aiutò la famiglia Frank a nascondersi presso gli uffici della Gies & Co al numero 263 della Prinsengracht. Nei due anni di clandestinità fece frequentemente visita ai rifugiati e, assieme alla moglie, stette una notte nel nascondiglio per provare in prima persona il costante terrore di essere scoperti.
Oltre ad assistere le famiglie Frank e van Pels e Fritz Pfeffer, Miep e Jan si presero cura di uno studente che rifiutò di prestare giuramento ai nazisti. Dopo l'arresto e la deportazione delle famiglie nascoste nell'agosto del 1944, Miep trovò e custodì i diari e gli altri scritti di Anna Frank dal nascondiglio, prima che venisse saccheggiato dalla polizia. Otto Frank fece ritorno ad Amsterdam nel giugno del 1945 e per i successivi sette anni stette con i Gies, prima di emigrare in Svizzera per stare vicino alla madre.
Dopo la pubblicazione del Diario di Anna Frank nel 1947 con il titolo Het Achterhuis (Il retrocasa), Jan e Miep ricevettero l'attenzione dei media, in particolare dopo la traduzione del manoscritto in inglese e il suo adattamento per il teatro e il cinema. Parteciparono a commemorazioni e conferenze su Anna Frank e sull'importanza di opporsi alle forme di fascismo.

## Morte
Nel 1993 Jan Gies morì di diabete nella sua casa, all'età di 87 anni. La moglie Miep morì centenaria nel 2010. Gli sopravvissero il figlio Paul Gies (nato nel 1950), la nuora Lucie e tre nipoti, Erwin, Jeanine e David.